# Вейл
Вейл (на английски: Vail) е град в окръг Игъл, щата Колорадо, САЩ. Вейл е с население от 4531 жители (2000) и обща площ от 11,7 km². Намира се на 2445 m надморска височина. ЗИП кодът му е 81657, а телефонният му код е 970.